# Thomas Zacharias Fuchs
Thomas Zacharias Fuchs, född 12 november 1772 i Jönköpings Kristina församling, Jönköpings län, död 15 september 1846 i Ulrika Eleonora församling, Stockholms stad, var en svensk präst.

## Biografi
Thomas Zacharias Fuchs föddes 1772 i Jönköping. Han var son till stadsfiskalen och rådmannen Thomas Fuchs och Ingeborg Sofia Reuser. Fuchs blev 29 september 1791 student vid lunds universitet och var medlem i Smålands nation. Han prästvigdes 28 maj 1797 i Lunds domkyrka till pastorsadjunkt i Skatelövs församling och var även från 5 september 1798 huspredikant hos riksrådet friherre Malte Ramel. Fuchs blev 127 oktober 1802 extra ordinarie kunglig hovpredikant och avlade 28 september 1802 pastoralexamen i Lund. Han blev 29 januari 1805 pastoratsadjunkt i Maria Magdalena församling och 12 maj 1805 tjänstgörande extra ordinarie kungliga hovpredikant. År 1805 kallades han även till provpredikant för kyrkoherdetjänsten i Maria Magdalena församling. Fuchs blev 30 juli 1807 notarie i Hovkonsistorium, tillträdde i slutet av april 1809 och innehade tjänsten till april 1813. Han var från 1 juli till 5 november 1808 fältprost vid armén som kungen hade befäl över till Åland och blev 1 maj 1809 komminister i Maria Magdalena församling, tillträdde samma år. Fuchs blev 3 juni 1812 som fjärde provpredikant kyrkoherde i Ulrika Eleonora församling, tillträdde 1 maj 1813 och blev 11 maj 1813 assessor i Stockholms stads konsistorium. Från 7 oktober 1817 var han även kyrkoherde i Bromma församling, tillträdde 1 maj 1818 och kallades 1818 till provpredikant för kyrkoherdetjänsten i Sankt Nikolai församling, vilket han avböjde. Han tog 30 januari 1824 tjänstledigt från befattningen som hovpredikant. Han var från 21 april 1825 till 24 juni 1832 ordenskaplan och blev 14 juni 1831 teologie doktor vid Uppsala universitet. Fuchs utnämndes 1832 till ledamot av Nordstjärneorden och kallades 1837 och 1841 till provpredikant i Sankt Nikolai församling, vilket han avböjde. Han blev 7 maj 1843 ledamot av Kungliga direktionen över Stockholms stads undervisningsverk. Fuchs avled 1846 i Ulrika Eleonora församling, Stockholm.
Fuchs var mellan 1813–1846 fullmäktig i Riksgäldskontoret. Ett porträtt över Fuchs ägs av Ulrika Eleonora församling.

### Familj
Fuchs gifte sig 19 oktober 1809 i Stockholm med Ebba Amalia Hellström (1783–1863), dotter till Carl Axel Hellström och Christina Sundberg.